# Oxalis massoniana
Oxalis massoniana är en harsyreväxtart som beskrevs av Salter. Oxalis massoniana ingår i släktet oxalisar, och familjen harsyreväxter. Inga underarter finns listade i Catalogue of Life.